# Salim Fennazi
 (mai 2021).
Salim Fennazi (en arabe : سليم فنازي) est un footballeur international algérien né le 1er octobre 1969 en Algérie. Il évoluait au poste de milieu de terrain.

## Biographie

### En club
Il évolue en première division algérienne avec son club formateur, l'entente de collo wkfc â l'époque où il a été champion d'Algérie en 1994 avec le club uscahouia , avant de finir sa carrière footballistique au Amel Bou Saâda, club de division inférieure.

### En équipe nationale
Il honore neuf sélections en équipe d'Algérie entre 1993 et 1997. Son premier match avec Les Verts a eu lieu le 22 juin 1993 contre la Guinée (nul 1-1). Son dernier match a eu lieu le 30 septembre 1997 contre la Zambie (défaite 0-1).

## Palmarès
US Chaouia
- Championnat d'Algérie (1) :
  - Champion : 1993-94.

- Supercoupe d'Algérie (1) :
  - Vainqueur : 1994.